# Thenay (Indre)
Thenay – miejscowość i gmina we Francji, w Regionie Centralnym, w departamencie Indre.
Według danych na rok 1990 gminę zamieszkiwało 809 osób, a gęstość zaludnienia wynosiła 24 osoby/km² (wśród 1842 gmin Centre, Thenay plasuje się na 485. miejscu pod względem liczby ludności, natomiast pod względem powierzchni na miejscu 268.).